# Gadsden (Alabama)

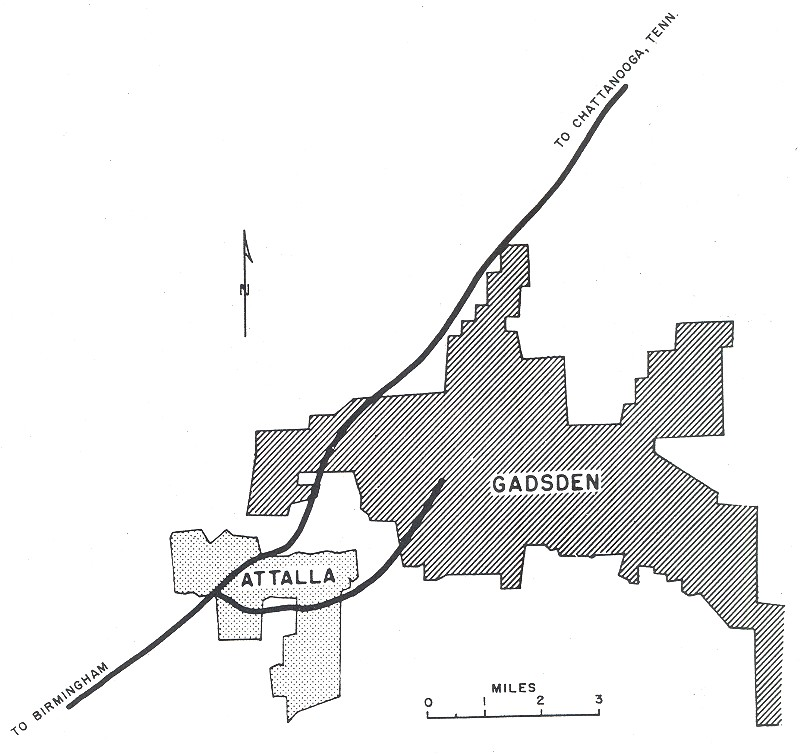
Kaart van Gadsden uit 1955

Gadsden is een plaats (city) in de Amerikaanse staat Alabama, en valt bestuurlijk gezien onder Etowah County.

## Demografie
Bij de volkstelling in 2000 werd het aantal inwoners vastgesteld op 38.978.
In 2006 is het aantal inwoners door het United States Census Bureau geschat op 37.291, een daling van 1687 (-4,3%).

## Geografie
Volgens het United States Census Bureau beslaat de plaats een oppervlakte van
96,3 km², waarvan 93,2 km² land en 3,1 km² water.

## Plaatsen in de nabije omgeving
De onderstaande figuur toont de plaatsen in een straal van 16 km rond Gadsden.

## Geboren in Gadsden
- Willie Hightower (1940), soulzanger
- Roy Moore (1947), jurist en politicus
- Beth Grant (1949), actrice
- Yelawolf , rapper